# 莫妮卡·尼古列斯庫
莫妮卡·尼古列斯庫（羅馬尼亞語：Monica Niculescu，1987年9月25日—），羅馬尼亞女子职业网球运动员，2002年轉職業。她的WTA生涯最高單打排名為第28（2012年2月27日）。

## 外部連結
- 莫妮卡·尼古列斯庫的国际女子网球协会官方資料（英文）
- 莫妮卡·尼古列斯庫的國際網球總會 職業／青少年 官方資料（英文）
- Fed Cup - Player profile - Monica NICULESCU (ROU) （页面存档备份，存于）